# Központi Sajtóvállalat
A Központi Sajtóvállalat a két világháború közötti katolikus neoreneszánsz éra egyik legjelentősebb fóruma volt, többnyire katolikus szellemű tudományos, kulturális és közéleti sajtóorgánumok kiadásáért felelt, noha egyes időszaki kiadványai (Pl.: Új Nemzedék) az 1920-as évek magyar fajvédelmi mozgalmához is igen közel álltak.

## Alapítása
A Központi Sajtóvállalat Részvénytársaság ( KSV ) 1918 januárjában a "Magyarország sajtóapostolaként" ismert jezsuita szerzetes-teológus és hithirdető, Bangha Béla kezdeményezésére közadakozásból jött létre, az alapítók között szerepelt Baranyay Jusztin, fivére, Baranyay Lajos és Buttykay Antal. A Központi Sajtóvállalat alakuló közgyűlését 1918 június 12-én tartották, a proletárdiktatúra alatt azonban átmenetileg államosításra került. Ténylegesen 1919 szeptemberétől kezdte meg működését az alapító Bangha Béla, Baranyay Jusztin és fivére, Baranyay Lajos irányításával. A Központi Sajtóvállalat hivatalos cégének alapítója és vezetője Báthory-Hüttner János volt. Részvényeinek nagyobb része mindvégig gróf Zichy János keresztény párti képviselő, továbbá gróf Károlyi József legitimista politikus és követőik birtokát képezte.
A KSV dotációi képezték az Új Lap című, kimondottan a katolikus középosztálybeliek olvasótáborát megcélzó újság alapját is.

## Működése
Az 1920 és 1944 közötti időszak országos katolikus püspöki konferenciáin a KSV financiális helyzete folyamatosan napirendi ponton szerepelt, mivel viszonylag csekély példányszámai és alacsony árai miatt a vállalat állandóan állami szubvencióra szorult. A fórum pénzügyi alapját a katolikus alapokon túl az állami támogatás, a - döntően klerikus - nagyjavadalmasok esetenkénti adományai és egyes, a katolikus körökhöz közel álló nagytőkés csoportok anyagi támogatása képezte. Ez egyes elemeire lebontva úgy gondolandó el, hogy a plébániánként a hívektől beszedett ún. kultuszadóból ( ezt a sajátos adónemet a két világháború közötti időszak folyamán az egyes plébániákon szedték be a hívektől, az így befolyt összeget pedig általában a katolikus intézményrendszer egyes ágenseinek - iskolák, szociális-karitatív intézetek, sajtóorgánumok - támogatására fordították ) a KSV évente mintegy 100 000 pengő támogatást kapott, míg a püspöki kar döntése értelmében a nagyjavadalmasok által a kar közös pénztárába befolyó összegekből 1928-ban havi 6000, 1929 elejétől ennek kétszereseként havi 12 000 pengőt, majd az utóbbi év őszétől havi 14 200 pengőt kapott a KSV. Ezt egészítette ki a Katolikus Vallásalapból származó havi 72 000 pengő. A Magyar Katolikus Püspöki Kar 1927-ben 10 000 pengő támogatásban részesítette a vállalatot. Mindezek ellenére a KSV folyamatosan komoly anyagi zavarokkal küszködött, támogatásainak jelentős hányadát nemritkán felgyülemlett tartozásainak fizetésére volt kénytelen fordítani. Így például 1929-ben Khuen-Héderváry Károly csoportjától 100 000 pengőt kapott egyszeri rendkívüli segélyként a részvénytársaság, 1934-ben pedig különböző cégektől és bankoktól összesen 192 000 pengő hozzájárulást nyert el. Utóbbi támogatás gazdasági hátterét különösen a KSV financiális nehézségei jelentették: adóssága ekkoriban mintegy fél millió pengő volt. A Központi Sajtóvállalat lapjai évente átlagosan 1 millió 896 000 pengővel gazdálkodtak, míg bevételei e kiadások összegével nem tudtak lépést tartani, összjövedelmük ugyanis 1 millió 392 000 pengő körül alakult, ami gyakorlatilag átlagosan évi 504 000 pengő hiányt jelentett.

## Kiadványai
- Nemzeti Újság (1919–1944)[3]
- Új Nemzedék (1919–1944)
- Képes Krónika (1919–1942)
- Magyar Jogi Szemle (1920–1944)
- Egyházi Lapok (1920–1944)
- Új Élet regénytár (1933–1944)
- Új Lap (1901–1944)
- A Nép (1919–1925)
- Szózat (1919–1926; 1940–1942)
- Függetlenség (1933–1945)